# Bolos z Mendes
Bolos z Mendes w Egipcie (III/II wiek p.n.e.) - pierwszy znany uczony, zajmujący się problemem transmutacji metali. Jest autorem traktatu o zabarwianiu purpurą metali szlachetnych, co zainspirowało wielu późniejszych naukowców do podejmowania badań alchemicznych. Według Bolosa każdy metal składał się w różnych proporcjach z dwóch pierwiastków - ognia i wody. Poszczególnym metalom odpowiadały również planety i ciała niebieskie (np. Słońce było patronem złota). Był też autorem pism, które późniejsza tradycja przypisywała Demokrytowi.